# Zofia Kalińska
Zofia Kalińska (ur. 17 stycznia 1931 w Horochowie na Wołyniu, zm. 19 kwietnia 2018 w Krakowie) – polska aktorka i reżyserka teatralna.

## Życiorys
W 1955 ukończyła studia na PWST w Krakowie. W latach 1958–1975 współpracowała z Tadeuszem Kantorem i jego Teatrem Cricot 2, co zaowocowało takimi rolami jak Kurka Wodna w sztuce St.I. Witkiewicza pod tymże tytułem, Zofia z Abencerrage’ów Kremlińska w „Nadobnisiach i Koczkodanach” Witkacego, Izia Prostytutka-Lunatyczka w „Umarłej klasie” (1975, wersja zarejestrowana w filmie Andrzeja Wajdy „Umarła klasa”).
W 1984 roku utworzyła swój autorski Teatr „Akne”.
Jako aktorka współpracowała z Krystianem Lupą. W Teatrze w Jeleniej Górze zagrała gościnnie tytułową rolę w „Matce” S. Przybyszewskiego (1979) i Madame Morte w autorskim spektaklu Lupy pt. „Kolacja” (1980). Gościnnie wystąpiła jako matka w angielskim przedstawieniu „Blood Wedding” F.G. Lorki w reż. Nigela Jamiesona (Odyssey Theatre) oraz w filmie J. Rosenfelda „Doors of Memory”.
Pochowana została w Alei Zasłużonych na Cmentarzu wojskowym przy ul. Prandoty w Krakowie (kwatera CIX-1-1).

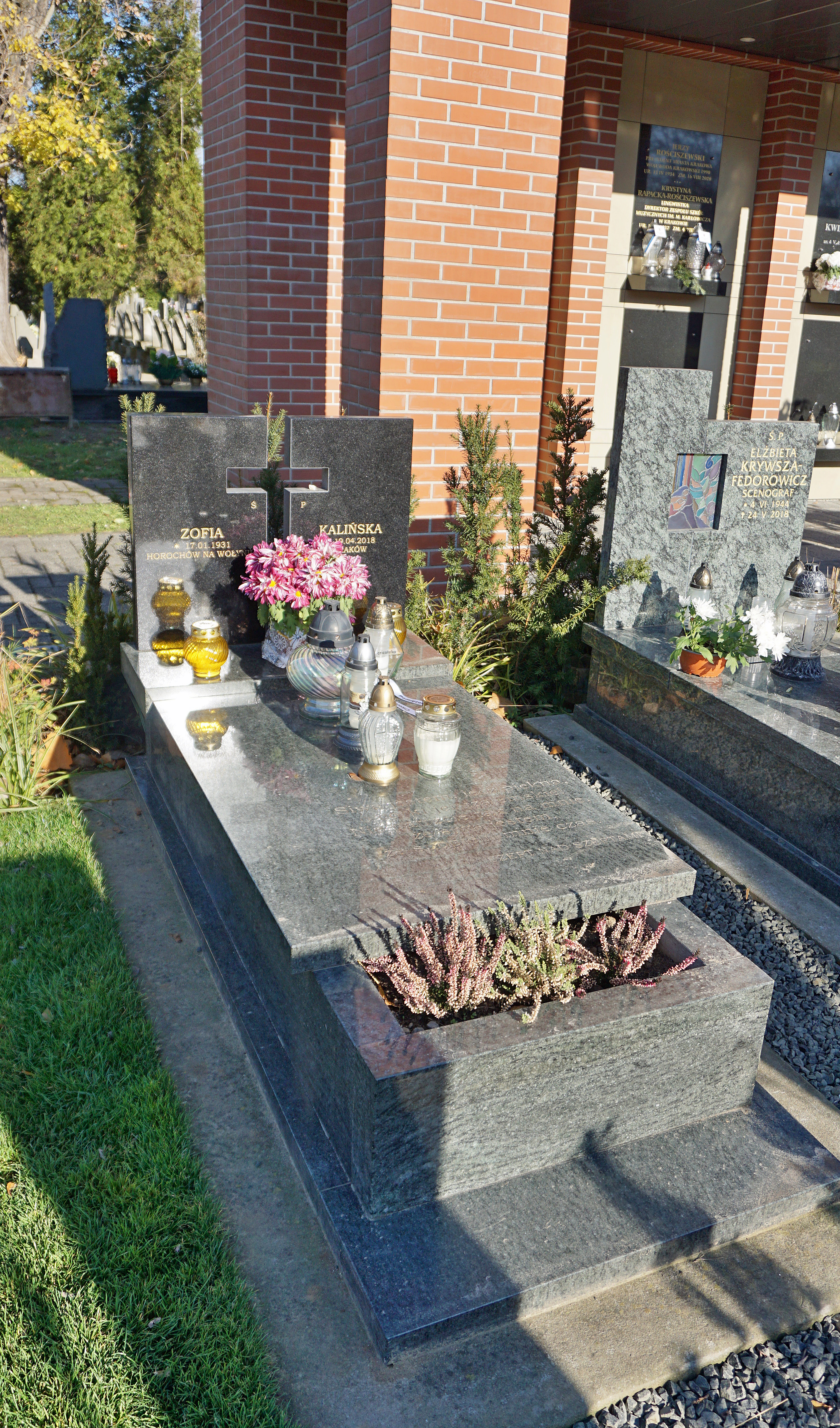
Grób Zofii Kalińskiej na cmentarzu wojskowym przy ul. Prandoty w Krakowie

## Role teatralne
Zagrała wiele ról na scenach polskich teatrów, w tym:
- Hero w „Wiele hałasu o nic” W. Szekspira, w reżyserii Jerzego Uklei, 1958, Teatr Powszechny w Łodzi;
- Pani Twardowska w „Panu Twardowskim” w reżyserii Marii Billiżanki, 1961, Teatr Rozmaitości, Kraków;
- Barbara Radziwiłłówna (rola tytułowa) w „Barbarze Radziwiłłównie” A. Felińskiego, w reż. Haliny Gryglaszewskiej, 1964, Teatr Rozmaitości, Kraków;
- Pani Soerensen w „Niemcach Leona Kruczkowskiego, 1968, Teatr Rozmaitości w Krakowie;
- Balladyna (rola tytułowa) w „Balladynie” J. Słowackiego w reżyserii Mieczysława Górkiewicza, scenografia Tadeusz Kantor, 1974, Teatr Bagatela w Krakowie;
- Anna-Królowa w „Narkomanach” I. Iredyńskiego, 1976, Teatr Bagatela w Krakowie;
- Dockdaisy w „Karierze Artura Ui" B. Brechta w reżyserii Mieczysława Górkiewicza, 1973, Teatr Bagatela w Krakowie;
- Podstolina w „Zemście" A. Fredry w reż. Mieczysława Górkiewicza, 1973 i 1977, Teatr Bagatela w Krakowie;
- Eleonora w „Tangu" Sławomira Mrożka, w reż. Mieczysława Górkiewicza, 1979, w Teatrze Bagatela w Krakowie;
- Wanda Okońska w spektaklu „Matka" wg Stanisława Przybyszewskiego w reż. Krystiana Lupy, 1979, Teatr im. Cypriana Kamila Norwida w Jeleniej Górze;
- Ubica w „Ubu” A.Jarry’ego w reżyserii Krzysztofa Jasińskiego, 1981, Teatr STU w Krakowie;
- Aniela w „Ślubach panieńskich” A. Fredry;
- Zuzanna w „Weselu Figara” Beaumarchais,
- Laura w „Przedwiośniu” według S. Żeromskiego;
- rola w spektaklu „Andromacha” Racine’a;
- rola w „Powrocie mamy” M. Jasnorzewskiej-Pawlikowskiej.

## Zrealizowane spektakle
- „Szklana menażeria” T.Williamsa (1986, Teatr im. Juliusza Słowackiego w Krakowie)[5]
- „Pokojówki” J. Geneta (1986, reżyseria i rola Pani, Teatr Akne; 1989 reżyseria Teatr Polski we Wrocławiu),
- „Nominate Filiae” (scenariusz autorski zrealizowany we współpracy z międzynarodową fundacją teatralną Magdalena Project, 1988),
- „Plaisirs d’Amour” według listów Abelarda i Heloizy oraz „Salome” Oskara Wilde’a (1990, spektakl miał dwie wersje, polską i angielską we współpracy z „Meeting Ground Theatre”, Nottingham)[6],
- „Wyprzedaż kobiet demonicznych” według Witkacego (1996, we współpracy z Meeting Ground Theatre),
- „Małe Requiem dla Kantora” (we współpracy z kwartetem „Ariel”, jako teatr „Ariel”),
- „Noc wielkiego sezonu” według B. Schulza,
- „If I am Medea”/ „Czy jestem Medeą?” autorski monodram grany w dwóch wersjach językowych angielskiej i polskiej[7].

## Nagrody
- spektakl autorski „Plaisirs d’Amour” został nagrodzony Edinburgh Festival Fringe First 1991.
- Spektakl „Małe Requiem dla Kantora” otrzymał Edinburgh Festival Fringe First w 1998 roku jako spektakl autorski, zaś w 2000 roku został uhonorowany na tym słynnym festiwalu nagrodą Total Theatre Award 2000 (za najlepszy spektakl). Autorem muzyki do spektaklu jest Bartosz Chajdecki[8], kompozytor i twórca muzyki filmowej i teatralnej, w tym filmu „Czas honoru”.